# Microhyla superciliaris
Microhyla superciliaris és una espècie de granota que viu a Indonèsia i Malàisia.